# 杨仁争
杨仁争（1954年2月—2015年2月24日），男，浙江天台人，中华人民共和国政治人物。

## 生平
1974年7月加入中国共产党。1977年8月参加工作。1989年8月至1990年2月，代理玉环县人民政府县长。1989年12月至1992年1月，担任中共玉环县委书记。1995年5月，出任台州市人民政府副市长。因孙炎彪被逮捕，1998年8月，杨仁争代理台州市市长。2004年10月，任中共浙江省委统战部副部长、省工商联副会长、党组书记。2015年2月24日，在天台去世，享年62岁。